# 277 Park Avenue
El 277 Park Avenue és un gratacel de 50 pisos situat a Manhattan, a New York, que fa 209 metres d'alçària. Es troba al flanc est de Park Avenue, entre els carrers 47 i 48.
L'edifici ha acollit seccions del banc d'inversions JP Morgan Chase i seccions del Commercial Bank, entre d'altres. L'edifici és propietat de l'empresa familiar Stahl organisation, que foren els constructors de l'immoble. Altres llogaters destacats foren la revista Penthouse, Schlumberger i Donaldson, Lufkin i Jenrette, a més del Chemical Bank. L'edifici va obrir les portes el 13 de juliol de 1964, i ocupa la finca on abans hi havia un bloc d'apartaments dissenyat per McKim, Mead i White, un equipament que havia estat ocupat per l'equip de la campanya presidencial de John Fitzgerald Kennedy.